# Pere Diaca
|  | Per a altres significats, vegeu «Pere Diaca de Tomi». |

Pere Diaca de Constantinoble (llatí: Petrus, grec antic: Πέτρος) va ser diaca de Santa Sofia a Constantinoble i va viure al final del segle ix (cap a l'any 1092) en el regnat d'Aleix I Comnè.
Apareix esmentat al Ius Graeco-Romanum de Leunclavius, lib. vi. pp. 395-397: ̓Ερωτήματα ἅπερ ἔλυσεν ὁ τιμιώτατος χαρτοφύλαξ κύριος Πέτρος, καὶ διάκονς τη̂ς του̂ Θεου̂ μεγάλη ἐκκλησίας, ἐν ἔτελ σχ́, o Interrogationes quas sol vit reverendissimus Chartularius, Dominus Petrus, idemque Diaconus Majoris Ecclesiae.
Es conserven manuscrites a la Biblioteca Reial de París atribuïdes a un Pere Diaca, que se suposa que és aquest autor: 
- Petri, Diaconus et Philosophus de Cyclo et Indictione.
- Petri Diaconi et Philosophi Tractatus de Sole, Luna, et Sideribus.[1]